# The Greatest (album)
Albums de Cat Power
You Are Free
(2003) Jukebox
(2008)
The Greatest est un album de Chan Marshall alias Cat Power sorti en 2006. Contrairement à ce que laisse croire son titre, cet album n'est pas une compilation. Il est enregistré à Memphis.

## Liste des titres
1. The Greatest - 3:22
2. Living Proof - 3:11
3. Lived in Bars - 3:44
4. Could We - 2:21
5. Empty Shell - 3:04
6. Willie - 5:57
7. Where Is My Love - 2:53
8. The Moon - 3:45
9. Islands - 1:44
10. After It All - 3:31
11. Hate - 3:38
12. Love & Communication - 4:34

## Bonus tracks
1. Up and Gone – 2:15 (piste cachée sur l'édition limitée)
2. Dreams – 2:46 (bonus track japonais) (Felice & Boudleaux Bryant, titre original : All I Have to Do Is Dream, dont la version la plus connue est celle des fameux Everly Brothers et reprise également par Sheila sous le titre Pendant les vacances)